# Sibil·la de Líbia
Sibil·la de Líbia, segons la mitologia grega, és, en alguns casos, la més antiga de les sibil·les. Filla de Zeus i Làmia, disposava del do de la profecia.